# 廉明奇判公案
《廉明奇判公案》，全名《皇明諸司廉明奇判公案傳》，明代余象斗編纂，成書於萬曆二十六年（1598年）。為中國公案文學類之經典書籍。
《廉明奇判公案》屬多人判案集，多名官員斷案的合集，其中官員包括：知縣、典史、經歷、主簿、巡捕、巡撫、刑部僉事、總兵等。在這一系列故事中，主要描述他們清官廉吏，審案、查案、判案的故事。共四卷十六類。分人命案二十篇；奸情案八篇；盜賊案九篇；爭占類十六篇；騙害類十篇；威逼類四篇；拐帶類三篇；墳山類二篇；婚姻類五篇；債負類五篇；戶役類五篇；鬥毆類三篇；繼立類四篇；脫罪類三篇；執照類五篇；旌表類三篇，共一百零五則。

## 作者生平
余象斗，字仰止，號文臺、三臺山人，福建建安（今福建建甌市）人。余世騰、余象烏、余君召、余宗雲、余元泰等都是他的化名。明萬曆時期最活躍的編著家與刊刻家，編刊的通俗小說有：《列國志傳》、《全漢志傳》、《東西晉演義》、《東遊記》、《大宋中興岳王傳》等。最具代表作品有《南遊記》、《北遊記》、《皇明諸司廉明奇判公案》、《皇明諸司公案》（又名《續廉明公案》）。崇禎十年去世。

## 公案小說起源
中國最早在東晉干寶《搜神記》中就出現了類似公案小說的篇章，其後有南宋慶元年間桂萬榮《棠陰比事》、鄭克編《折獄龜鑒》等著作。此外歷代文人筆記中的南宋代洪邁《夷堅志》、明代馮夢龍《增廣智囊補》也為公案小說的產生和發展提供了雛形。然而公案小說的正式產生，則是在宋代，以說話四家中出現了「說公案」為標志。羅燁《醉翁談錄》中記錄「私情公案」和「花判公案」，可視為公案小說最初實例。公案小說內容大致可分為兩種：「集一個人的斷案故事」，如《海剛峰先生居官公案傳》；「集多人斷案故事」，如《名公案斷法林灼見》。每篇故事由四個部分構成：「告」、「訴」、「情節」、「判決」。明代的公案小說，一直保持著這種結構方式，如：《明鏡公案》、《海剛峰先生居官公案傳》、《包公案》、《龍圖公案》等。

## 目錄
卷一
第一章  人命類
第二章  姦情類
第三章  盜賊類
第四章  爭占類
卷二
第五章  騙害類
第六章  威逼類
第七章  拐帶類
第八章  墳山類
卷三
第九章  婚姻類
第十章  債負類
第十一章  戶役類
第十二章 鬥毆類
卷四
第十三章 繼立類
第十四章  脫罪類
第十五章  執照類
第十六章  旌表類